# Časová pásma v Indonésii

Časová pásma
UTC+7
UTC+8
UTC+9

Časová pásma v Indonésii pokrývají délkový rozsah 46°03', což odpovídá časovému rozdílu nejvýchodnějšího a nejzápadnějšího cípu území Indonésie 3,07 hodiny, který je rozdělen do tří standardních časových pásem. Sezónní změna času není zavedena.

## Standardizovaný čas
V Indonésii jsou zavedena tři časová pásma západoindonéský čas (UTC +7), středoindonéský čas (UTC+8) a východoindonéský čas (UTC+9). V pásmu UTC+7 žije přes 200 miliónů obyvatel a leží v něm hlavní město Jakarta. Je proto považováno za základní a podle indonéského názvu Waktu Indonesia Barat se běžně zkracuje jako WIB. Posuny ostatních časů se vztahují k němu. 
Používání anglických zkratek je zejména v Indonésii matoucí, protože anglická zkratka WIT se odkazuje na západoindonéský čas, zatímco v indonéštině to je zkratka pro východoindonéský čas.
| Název času indonésky   | Časový posun UTC | Zkratka | Provincie | Časový posun WIB | Počet obyvatel |
| ---------------------- | ---------------- | ------- | --- | ---------------- | -------------- |
| Waktu Indonesia Barat  | UTC+07:00        | WIB     | Sumatra — Ačeh, Bengkulu, Jambi, Lampung, Severní Sumatra, Riau, Jižní Sumatra a Západní Sumatra; ostrovy Riau, souostroví Bangka-Belitung; Jáva — Banten, Jakarta, Západní Jáva, Střední Jáva, zvláštní oblast Yogyakarta a Východní Jáva; Borneo — Západní Kalimantan a Střední Kalimantan | WIB ±0 h         | 207 485 712    |
| Waktu Indonesia Tengah | UTC+08:00        | WITA    | Borneo — Jižní Kalimantan, Východní Kalimantan, Severní Kalimantan a Nusantara; Sulawesi — Severní Sulawesi, Gorontalo Střední Sulawesi, Západní Sulawesi, Jižní Sulawesi a Jihovýchodní Sulawesi; Malé Sundy — Bali, Západní Nusa Tenggara a Východní Nusa Tenggara                         | WIB +1 h         | 40 840 394     |
| Waktu Indonesia Timur  | UTC+09:00        | WIT     | Moluky — provincie Moluky, Severní Moluky; Nová Guinea — provincie Papua a Západní Papua | WIB +2 h         | 6 855 338      |

### Hranice
Hranice mezi západním a centrálním časovým pásmem sleduje linii mezi Jávou a Bali  potom severně podél hranic provincií Západního a Středního Kalimantanu. Hranice mezi středním a východním časovým pásmem vede na sever od východního cípu Indonéského Timoru k východnímu cípu Sulawesi.

### Sezónní změna času
Letní čas není v Indonésii zaveden.

## Historie
V Nizozemské Indii byl čas standardizován v roce 1908, kdy se místní čas na střední Jávě sjednotil na GMT+7:12. Další standardní čas byl ustanoven v roce 1918 Padangu jako oproti předchozímu posunutý o 39 minut (GMT+6:33) a v Balikpapanu GMT+8:20. V roce 1923 byla hodnota času střední Jávě změněna na GMT +7:20 a v ostatních místech byly časy stanoveny posunem od něj: +22 minut pro Bali a Lombok, +38 minut pro Makasar, -45 minut pro Tapanuli, -7 minut pro Padang. Od 1. ledna 1924 byl na Jávě a Sumatře zaveden letní čas s 20minutovým posunem.
Od roku 1932 byla časová pásma definována s půlhodinovým odstupem.
- UTC+06:30 – čas severní Sumatry (NST) platil v Ačehu, Padangu a Medanu.
- UTC+07:00 – čas střední a jižní Sumatry (CSST) platil v Bengkulu, Palembangu a Lampungu.
- UTC+07:30 – čas Jávy, Bali a Bornea (JBBT) platil na Jávě, Bali, Maduře a Borneu.
- UTC+08:00 – čas Celebesku (CBT) platil na Sulawesi a Malých Sundách.
- UTC+08:30 – čas Moluk (MCT) platil v Ternate, Namlea, Ambon a Banda.
- UTC+09:00 – čas západní Nové Guiney (WIT) platil na Nové Guineji.

Zároveň byl v západních oblastech od 1. listopadu 1932 zaveden letní čas posunutý o 30 minut oproti standardnímu času.
Během japonské okupace se z důvodu efektivity japonských vojenských operací zavedl 23. března 1942 v Indonésii japonský standardní čas (JST – UTC+09:00) a letní čas byl zrušen Na Nové Guineji byl 31. srpna 1944 trvale zaveden čas UTC+09:30 (DGT), který zde platil do 31. prosince 1963, kdy byla připojena k Indonésii jako Západní Irian.
Ostatní území přešla 23. září 1945 na předválečnou úpravu, a to včetně sezónní změny. Povstalecká vláda vyhlásila v roce 1947 s platností od května 1948 zjednodušení na tři pásma (GMT+7, +8, +9) a platila na jím ovládaném území. Po uznání nezávislosti bylo v roce 1950 znovu zavedeno šest pásem. V období mezi 1. květnem 1948 a 1. květnem 1950 byl časový posun letního času hodinový namísto půlhodinového. Úprava platila do 1. ledna 1964, kdy byly prezidentským dekretem 243/1963 obnoven stav z roku 1948. Také časový posun letního času se změnil z 30minutového na hodinový.
Současná úprava se řídí prezidentským dekretem 41/1987 a platí od 1. ledna 1988. Zohlednila ekonomické vlivy, především cestovního ruchu, a letní čas byl zrušen.

### Návrh jednotného časového pásma
Podle zpráv tisku řekl dne 12. března 2012 ministr hospodářství Hatta Rajasa, že by země mohla s jediným časovým pásmem snížit náklady o biliony rupií. Očekávalo se, že by jednotné časové pásmo s UTC+08:00 mohlo být zavedeno 28. října 2012. O přípravách změny kolovaly různé informace, ale 30. ledna 2013 uvedl náměstek ministra, že od myšlenky bylo upuštěno poté, co se nepodařilo dodržet termíny zavedení. Ministr hospodářství se vyjádřil až 9. února 2013 s tím, že idea nebyla opuštěna, ale nemá stanoveno datum realizace.